# Know Your Enemy (Green Day)
"Know Your Enemy" je prvi singl s albuma 21st Century Breakdown američkog punk rock sastava Green Day. 
Sadrži gitarističke riffove slične onima sastava The Clash.